# Khatoed Gewog
Khatoed (Dzongkha: ཁ་སྟོད་) ist einer von 4 Gewogs (Blöcke) des Dzongkhags Gasa im Nordwesten Bhutans. 
Khatoed Gewog ist wiederum eingeteilt in 5 Chiwogs (Wahlkreise). In diesem Gewog leben etwa 166 Menschen (Stand Volkszählung von 2005, neuere Schätzungen gehen von 426 Menschen aus) auf einer Fläche von 326 km² in 23 (oder 22) Dörfern bzw. Weilern in ca. 60 Haushalten.
An staatlichen Einrichtungen gibt es neben der Gewog Verwaltung, eine weiterführende Schule, die Gasa Lower Secondary School, eine Station zur Gesundheitsgrundversorgung, ein Büro zur Entwicklung erneuerbarer natürlicher Ressourcen (Renewable Natural Resource Extension Centre), eine Zweigstelle der nationalen Telefongesellschaft Bhutan Telecom sowie eine Dienststelle (Guard Office) des Jigme-Dorji-Nationalparks. 
Außerdem gibt es ein buddhistisches Kloster, Zhapsha Gonpa.
| Chiwog                           | Dörfer bzw. Weiler |
| -------------------------------- | ------------------ |
| Chhogley Phulakha ཕྱོགས་ལས་_ཕུ་ལ་ཁ་ | Chhogley           |
| Chhogley Phulakha ཕྱོགས་ལས་_ཕུ་ལ་ཁ་ | Gathana            |
| Chhogley Phulakha ཕྱོགས་ལས་_ཕུ་ལ་ཁ་ | Khailog            |
| Chhogley Phulakha ཕྱོགས་ལས་_ཕུ་ལ་ཁ་ | Phulakha           |
| Mani མ་ནི་                        | Mani               |
| Mani མ་ནི་                        | Dongyebi           |
| Mani མ་ནི་                        | Tabchen            |
| Mani མ་ནི་                        | Yemena             |
| Baychhu Tshedpgang སྦས་ཆུ_ཚདཔ་སྒང་  | Baychhu            |
| Baychhu Tshedpgang སྦས་ཆུ_ཚདཔ་སྒང་  | Tsebgang           |
| Tsheringkha ཚེ་རིང་ཁ་              | Tsheringkha        |
| Tsheringkha ཚེ་རིང་ཁ་              | Datakha            |
| Tsheringkha ཚེ་རིང་ཁ་              | Zamna              |
| Tsheringkha ཚེ་རིང་ཁ་              | Zanag              |
| Tsheringkha ཚེ་རིང་ཁ་              | Thangkha           |
| Tsheringkha ཚེ་རིང་ཁ་              | Lungchukha         |
| Tsheringkha ཚེ་རིང་ཁ་              | Neukha             |
| Rimi རི་མི་                        | Womchugang         |
| Rimi རི་མི་                        | Dochog             |
| Rimi རི་མི་                        | Belpakha           |
| Rimi རི་མི་                        | Tsangkha           |
| Rimi རི་མི་                        | Amochhu            |
| Rimi རི་མི་                        | Nubri              |